# 2-Ethoxyethylacetat
2-Ethoxyethylacetat ist eine chemische Verbindung aus der Gruppe der substituierten Carbonsäureester und Acetate.

## Gewinnung und Darstellung
2-Ethoxyethylacetat kann durch Reaktion von 2-Ethoxyethanol mit Essigsäureanhydrid oder durch Veresterung von 2-Ethoxyethanol mit Essigsäure in Gegenwart eines Katalysators gewonnen werden.
Ebenfalls möglich ist die Herstellung durch Reaktion von Essigsäureethylester mit Ethylenoxid.

## Eigenschaften
2-Ethoxyethylacetat ist ein entzündliche farblose Flüssigkeit mit fruchtigem Geruch, welche leicht löslich in Wasser ist. Sie zersetzt sich bei Erhitzung, wobei reizende Dämpfe und Gase entstehen.

## Verwendung
2-Ethoxyethylacetat wird als Lösemittel für Natur- und Kunstharze, Öle, Fette, Weichmacher, Nitrocellulose, Celluloid und Chlorkautschuk verwendet und ist in Lacken und Lackverdünnern enthalten.

## Sicherheitshinweise
Die Dämpfe von 2-Ethoxyethylacetat bilden mit Luft ein explosionsfähiges Gemisch (Flammpunkt 51 °C, Zündtemperatur 380 °C).